# Robert Pierpoint

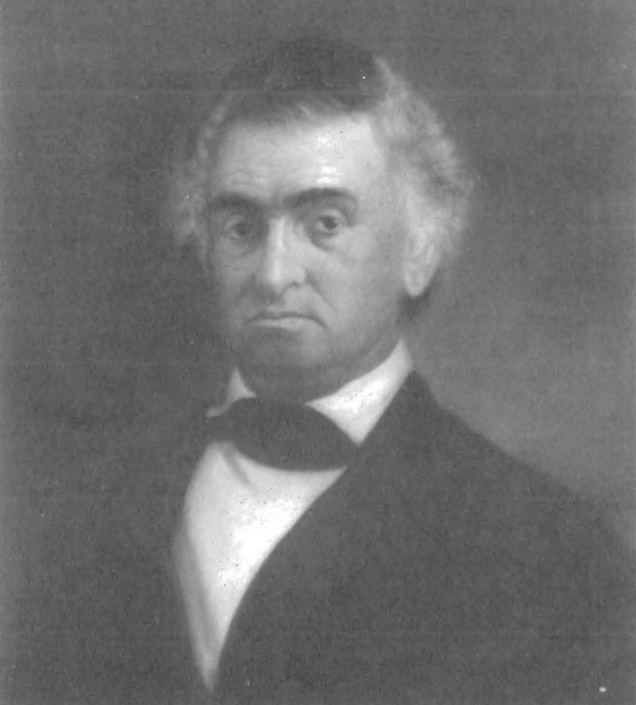
Robert Pierpoint

Robert Pierpoint (* 4. Mai 1791 in Litchfield, Connecticut; † 23. September 1864 in Rutland, Vermont) war ein US-amerikanischer Politiker, der von 1848 bis 1850 Vizegouverneur von Vermont war.

## Leben
Pierpoint wurde in Litchfield, Connecticut geboren. Als er sieben Jahre alt war, zog er zu seinem Onkel nach Manchester, Vermont. Mit 16 begann er Jura zu studieren und bekam 1812 seine Zulassung als Anwalt. Danach war er zuerst in Manchester, später in Rutland tätig.
Im Britisch-Amerikanischen Krieg war er Steuereintreiber und von 1820 bis 1839 bekleidete er das Amt des Stadtschreibers für Rutland County, Vermont. Er war 1819 und 1823 Abgeordneter im Repräsentantenhaus von Vermont und von 1825 bis 1831 Mitglied im Colonial government in the Thirteen Colonies. Zudem war er Delegierter bei den Vermonter Verfassungsversammlungen von 1822 und 1828. Er war Nachlassrichter für Rutland County von 1832 bis 1833 und von 1832 bis 1834 Schreiber im Repräsentantenhaus von Vermont.
Als Mitglied der Whig Party gehörte er von 1836 bis 1840 dem Senat von Vermont an.  Von 1848 bis 1850 war Pierpoint Vizegouverneur von Vermont. Richter am Schwurgericht war er von 1850 bis 1856.
Pierpoint war Gründungsmitglied der National Life Insurance Company. 1857 war er erneut Abgeordneter im Repräsentantenhaus von Vermont. Er war Träuhänder der University of Vermont und erhielt die Ehrendoktorwürde von dieser Universität und vom Middlebury College.
Am 23. September 1864 starb er in Rutland. Sein Grab befindet sich auf dem Rutland’s Evergreen Cemetery.